# Slanec (hrad)
Slanecký hrad je zřícenina gotického hradu ze třináctého století, stojící nad východoslovenskou obcí Slanec. Hrad byl zničen v roce 1679, zachovala se z něj jedna trojpodlažní věž a několik stěn. Architektonicky vyniká okenní gotický lomený oblouk.

## Historie hradu

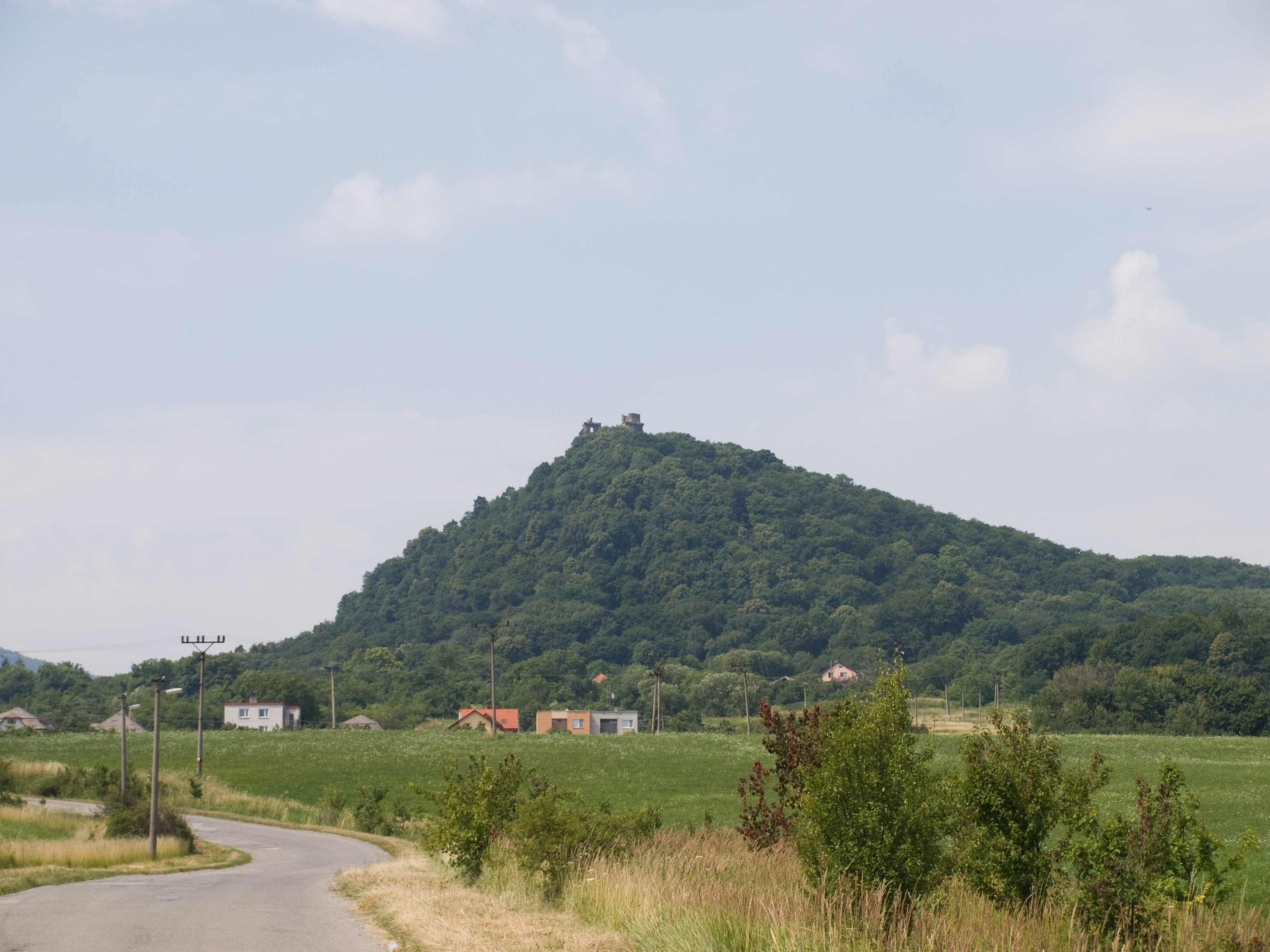
Pohled na hrad od železniční stanice Slanec

Hrad byl založen někdy po roce 1270. První písemná zmínka o něm pochází z roku 1281, kdy už stál kamenný hrad s okrouhlou věží. Majitel hradu a krajský palatin Finta se roku 1281 postavil proti hospodářským reformám, které zaváděl král Ladislav IV. Kumán. Spor vyvrcholil v boji pod hradem a skončil vítězstvím krále. Ladislav hrad dobyl a ponechal si ho v držbě. Po vymření Arpádovců vládla na hradě rodina Drugetovců, která přišla do Uher s Karlem Robertem z Itálie. Ta vlastnila hrad od roku 1330 celé dvě století. V první polovině 15. století byl hrad i s přilehlou obcí vypálen. Později přešel do majetku rodiny Ladislava Losonczyho, který ho koncem 15. století (po odchodu bratrských vojsk z východního Slovenska) opravil. Roku 1601 se stali vlastníky hradu Forgáchovci, kteří jej více opevnili. Za rákocziovsko-thökölyovských povstání se zde vystřídalo několik majitelů a hrad byl značně poškozen. V roce 1678 došlo k obsazení Thökölyho vojáky, rok na to však došlo k dobytí císařskými vojáky. Po nastoupení Juraje Rákocziho II. k moci byl hrad na jeho rozkaz podpálen a od té doby pustnul. Do roku 1937 byly v ještě i dodnes nejzachovalejší části hradu – hradní věži zvané Nebojsa – zařízené tři pokoje, vyzdobené uměleckými památkami, obrazy majitelů hradu apod. V době druhé světové války však byly tyto památky při přechodu fronty zčásti zničeny a rozkradeny.

### Historické názvy hradu
- 1281 castrum Zelench
- 1282 castrum Scelench, Zalanch
- 1287 castrum Scelanch
- 1303–1330 castrum Zalanch
- 1410 Salanchuara

## Exteriér

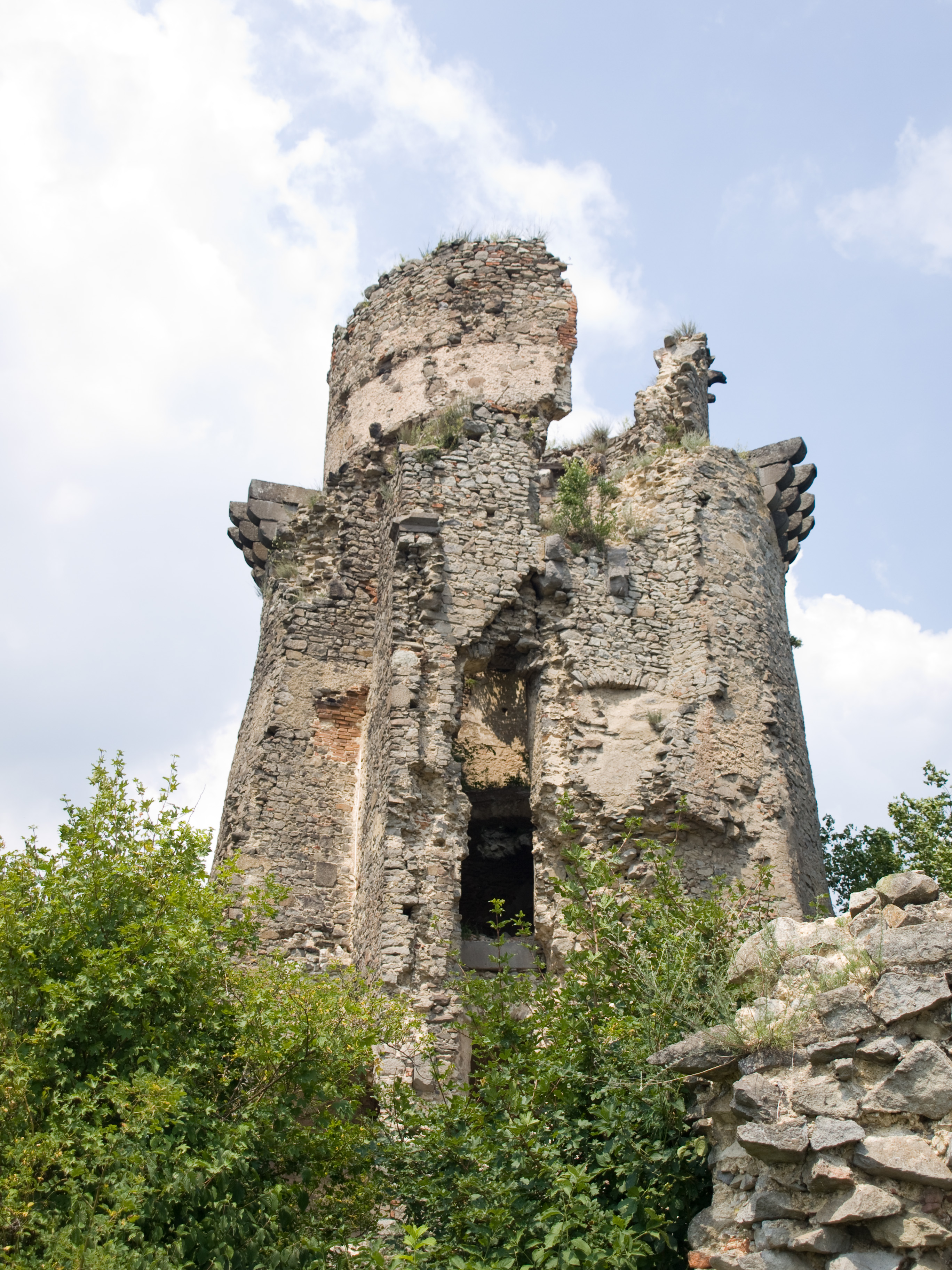
Jižní věž hradu

V půdoryse představuje stavba hradu jednoduchý obdélníkový tvar, který je na severozápadní straně lichoběžníkově zúžený. Volba hradního typu byla předurčena přírodním prostředím, kdy stačil upravit vrchol kuželovitého kopce, aby se hrad stal nedobytným. Jedině na severní straně, odkud vede k hradu přístupová cesta, bylo vytvořeno zemní opevnění s příkopem, které je z výšky viditelné i v současné době. Prvotní stavbou byla obytná, trojpodlažní věž s obranným ochozem. Po přestavbě byla věž vyvýšena o další dvě podlaží. Nejvyšší z nich mělo obrannou galerii, spočívající na mohutných kamenných krakorcích. Postupnou přestavbou a dostavbou nabyl hrad charakteru paláce, který měl v přízemí malou kapličku. Zachované profilové okno se sloupky a listovým dekorem na patkách pochází ze začátku 14. století. Nedaleko hlavní věže byla přistavěna velká kruhovitá věž, který měla krakorcovou galerii ve stejné výšce, jako byla galerie palácová. Její zbytky jsou dochovány do současnosti. Komplex byl opevněn 140 cm tlustou zdí. V 15. století byl hrad rozšířen severozápadním směrem na okraj vrcholné plošiny. Do zúženého cípu návrší byla vsazena bašta strážící přístup k hradu. Vstupní gotická brána byla chráněna padacím mostem. U bašty byla ve skále vysekána deset metrů hluboká kruhová cisterna obezděná masivními kvádry.
Na hradě stojí do výšky čtyř podlaží oblá útočištná věž. První podlaží, do kterého se dá pohodlně vstoupit po kamenné plošině, má ještě strop, ostatní podlaží mají poškozenou dřevěnou konstrukci mezipodlaží. Na věži je pozůstatek střechy. Vedle věže se nachází zeď gotického paláce, která má zachované okno kapličky a krásné nosníky klenby.